# Lê Văn Trung
Lê Văn Trung (chino: 黎文忠; 25 de noviembre de 1876 - 19 de noviembre de 1934) fue el primer Giáo Tông en funciones de Cao Đài . 
El término Giáo Tông significa "líder o jefe de un grupo religioso". Los traductores notaron similitudes entre la jerarquía estructural del caodaísmo y la Iglesia católica y, por falta de mejores palabras o cualquier otra razón, terminología prestada como papa , cardenal, obispo, sacerdote, etc. En la práctica, el caodaísmo tiene muchos más rangos y títulos de los cuales todavía no hay una traducción oficial del vietnamita. Además, el término vietnamita real para "papa", como en "El Papa católico", es Giáo Hoàng .
En 1926, Lê Văn Trung creía que un gran poeta chino lo había contactado durante una sesión de espiritismo para darle una misión religiosa en la vida. Esto lo llevó a firmar la "Declaración de la Fundación de la Religión Cao Đài" el 7 de octubre de 1926. Esto anunció formalmente la fundación de la religión al mundo. La declaración que firmó afirmaba principios que combinaban budismo , taoísmo , confucianismo , cristianismo , espiritismo y otros.
Antes de esto, Ngô Văn Chiêu había rechazado su nombramiento como Papa y se retiró para representar una forma más esotérica de la fe. Lê Văn Trung adoptó el enfoque más exotérico , convirtiéndose en su Papa en funciones. Después de la muerte de Trung en 1934, Phạm Công Tắc, quien también era el Mantenedor de las Leyes del Cao Đài, asumió el papel.